# Rich Documentation Design
Rich Documentation Design ist ein im Jahr 2022 von Marc Achtelig entwickeltes Konzept mit dem Ziel, den Nutzwert einer Technischen Dokumentation zu maximieren und den Umfang gleichzeitig zu minimieren.
Das Rich Dokumentation Design ersetzt nicht bewährte Dokumentationsmethoden wie Funktionsdesign, Information Mapping, Klassenkonzepttechnik oder DITA, sondern adaptiert und ergänzt diese Methoden. Dabei trägt das Rich Documentation Design insbesondere der Tatsache Rechnung, dass Nutzer heute in vielen Fällen im Umgang mit Technik und Software wesentlich kompetenter sind als zu der Zeit, aus der die meisten klassischen Dokumentationsmethoden stammen.

## Voraussetzungen
Grundvoraussetzungen für die Anwendung des Rich Documentation Designs sind eine vorausgehende Zielgruppenanalyse mithilfe der Persona-Methode sowie eine Modularisierung der Inhalte in Topics unterschiedlicher Informationsklassen.

## Impuls-Technik
Ein wesentliches Element des Rich Documentation Designs ist die sog. Impuls-Technik. Sie besteht im Kern darin, nur noch das vollständig zu beschreiben, wofür die Nutzer der Dokumentation tatsächlich eine vollständige Beschreibung brauchen. Für alles andere reichen kleine, flexibel eingesetzte Informationsfragmente, sogenannte Impulse.
Ein Impuls liefert nur so viel an Informationen, dass Nutzer auf dieser Basis eigenverantwortlich handeln können. Der Impuls hilft Nutzern also lediglich über die zu erwartende Schwelle, nimmt sie anders als in klassischer Dokumentation nicht zwanghaft vom ersten bis zum letzten Schritt an die Hand.
Wie stark und damit wie ausführlich ein Impuls ausfallen muss, hängt ab von der Höhe der jeweiligen Schwelle (Schwierigkeitsgrad) sowie vom Vorwissen und von der Erfahrung der Nutzer.

## Minimal Brainwork Prinzipien
Neben der Impuls-Technik besteht die zweite Säule des Rich Documentation Designs in den sog. Minimal Brainwork Prinzipien. Auch sie fußen im Minimalismus. Der Grundgedanke dabei ist: Je einfacher das Auffinden und das sprachliche Verstehen der angebotenen Informationen sind, desto besser können sich Nutzer auf das inhaltliche Verstehen konzentrieren.
Daher zielen die Minimal Brainwork Prinzipien darauf, die notwendigen Informationen so schlicht einfach wie irgend möglich darzustellen.
Technischen Redakteuren sind viele der Minimal Brainwork Prinzipien nicht prinzipiell neu. Ungewohnt ist jedoch die vom Rich Documentation Design geforderte Konsequenz der Umsetzung bis ins Detail.

## Eignung
Das Rich Documentation Design eignet sich aufgrund seines Ansatzes umso eher, je homogener die Zielgruppe des beschriebenen Produkts ist und je mehr Fachwissen die Zielgruppe bereits mitbringt. Dies ist insbesondere im B2B-Bereich häufig der Fall.

## Verwandte Methoden
Verwandte Methoden, die parallel zum Rich Documentation Design genutzt werden können, sind:
- Funktionsdesign[2]
- Information Mapping[3]
- Klassenkonzepttechnik[4]
- Darwin Information Typing Architecture (DITA)[5]